# Haj Houcine Toulali
Haj Houcine Toulali, né en 1924 à Toulal dans la proche banlieue de Meknès (Maroc) et mort le 7 décembre 1998 à Meknès à l'âge de 74 ans, est un musicien marocain connu comme un représentant de l'art du Melhoun. Il  a enrichi le répertoire de cette forme d'expression musicale et a créé une école du Melhoun afin de pérenniser ce genre musical.

## Biographie
Ce chantre du Malhoun a enrichi le répertoire marocain de cette forme d'expression musicale par son interprétation inégalée de plus d'une centaine de Q'ssidas traitant du " Mad'h" (louanges du Prophète) ainsi que d'autre thèmes profanes. Afin d'assurer la pérennité de cet art, Haj Houcine Toulali a créé une école de Malhoun qui a contribué à la préservation de cette expression musicale typique reflétant les différents aspects de la vie quotidienne. La renommée de Toulali a dépassé les frontières. Sa prestation indélébile à l'Institut du monde arabe de Paris lui a valu une consécration internationale relatée par le quotidien Le Monde, lequel a publié un entretien avec l'artiste sous le titre « Haj Houcine Toulali le bien-aimé ».
Depuis son jeune âge, raconte-t-on, le défunt se déplaçait de la localité de Toulal où il habitait vers la médina de Meknès pour savourer les chants des vétérans d'Ahl Adhik'r (Les gens des louanges. Dhakara: évoquer) Il s'est donné corps et âme à l'art du Malhoun auquel il a consacré toute sa carrière artistique.
Son amour pour la musique s'est développé dans les années cinquante lorsqu'il avait commencé comme membre de la troupe de Mohamed Dayday, à interpréter des chansons d'Asmahane et quelques qasida (poemes)du Malhoune. Quant à sa carrière professionnelle, Haj Houcine l'a entamée, au début des années soixante lorsqu'il a définitivement abandonné son métier de vendeur de fleurs au marché central de la ville nouvelle de Meknès, pour intégrer l'école nationale de musique de Dar Jamai où il suivait des cours de musique andalouse. Fier de son diplôme d'instrumentaliste de luth(Udh), le défunt a intégré l'orchestre de Moulay Ahmed Mdaghri.
Vers la fin des années 1960, Haj Houcine Toulali a créé avec Ahmed Agoumi, Si Mohamed Merbouh et Mohamed Al-Ouali son propre groupe musical appelé « Orchestre de Meknès de musique du Malhoun ».